# یوگنی براگو
یوگنی براگو (روسی: Евгений Николаевич Браго؛ ۱ مارس ۱۹۲۹ – ) قایقران روئینگ اهل روسیه بود.
وی در مسابقات کشوری و بین‌المللی در مجموع برندهٔ ۳ مدال طلا، ۱ مدال نقره شده‌است.